# 소똥구리
소똥구리는 딱정벌레목 소똥구리아과의 곤충으로, 한국, 중국, 몽골 등에 서식한다.한국에서는 1993년 특정야생동·식물 지정되어 보호받아 왔으며, 관련 법의 개정에 따라 2017년 멸종위기 야생생물 Ⅱ급으로 지정되어 보호받고 있다. 국내에서 마지막으로 소똥구리가 발견된 것은 1971년으로, 학계에서는 40년 넘게 발견되지 않아 사실상 지역 절멸된 것으로 간주하고 있다. 양평군은 지역 생태에 가장 적합한 복원 종으로 소똥구리를 선정하고 소똥구리가 비교적 많이 남아 있는 몽골 관련 기관 및 연구진과 복원 문제를 논의해왔으며 몽골산 소똥구리를 들여와 다양한 서식환경과 생존조건으로 나누어 복원 연구를 시작할 계획이다.

## 삽화

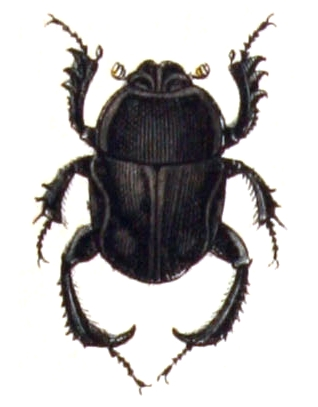
Calwer의 Käferbuch(1876)
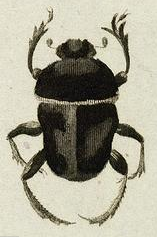
Petrvs Simon Pallas의 cones insectorvm praesertim Rossiae Sibiriaeqve pecvliarivm qvae collegit et descriptionibvs illustravit Petrvs(1781)